# Anni 80 a.C.
Gli anni 80 a.C. sono il decennio che comprende gli anni dall'89 a.C. all'80 a.C. inclusi.

## Nati
- Claudia Quinta, romana88 a.C.
- Gaio Claudio Marcello, politico romano († 40 a.C.)86 a.C.
- 1º ottobre - Gaio Sallustio Crispo, storico, politico e senatore romano († 34 a.C.)
- Fausto Cornelio Silla, militare romano († 46 a.C.)
- Buru di Buyeo, re coreano († 48 a.C.)85 a.C.
- Antonia, romana
- Azia maggiore, romana († 43 a.C.)
- Cornificia, poetessa romana († 40 a.C.)
- Gaio Crastino, centurione romano († 48 a.C.)
- Giuba I, sovrano († 46 a.C.)84 a.C.
- Gaio Valerio Catullo, poeta romano († 54 a.C.)83 a.C.
- 13 gennaio - Marco Antonio, politico e generale romano († 30 a.C.)82 a.C.
- Gaio Antonio, politico romano († 42 a.C.)
- Gaio Licinio Calvo, poeta e oratore latino († 47 a.C.)
- Marco Celio Rufo, politico e oratore romano († 48 a.C.)
- Publio Terenzio Varrone, poeta romano
- Vercingetorige, principe e condottiero gallo († 46 a.C.)81 a.C.
- Lucio Antonio, militare e politico romano († 39 a.C.)

## Morti
- 11 giugno - Tito Didio, politico e militare romano
- Lucio Porcio Catone, politico romano
- Cecilia Metella Balearica minore, nobildonna romana88 a.C.

- Demetrio III, sovrano
- Gneo Domizio Enobarbo, giurista e politico romano
- Quinto Mucio Scevola, politico romano (n. 159 a.C.)
- Quinto Poppedio Silone, condottiero
- Publio Sulpicio Rufo, politico romano (n. 121 a.C.)
- Tolomeo X, sovrano egizio

- 29 marzo - Han Wudi, imperatore cinese (n. 156 a.C.)
- Ariarate IX di Cappadocia, re macedone antico
- Lucio Cornelio Merula, politico romano
- Publio Licinio Crasso, politico e militare romano
- Gaio Giulio Cesare Strabone Vopisco, politico e letterato romano
- Lucio Giulio Cesare, politico romano
- Quinto Lutazio Catulo, poeta romano
- Gneo Ottavio, politico romano
- Quinto Pompeo Rufo, politico romano
- Gneo Pompeo Strabone, militare romano (n. 135 a.C.)

- 13 gennaio - Gaio Mario, generale e politico romano (n. 157 a.C.)
- 1º marzo - Aristione, filosofo, diplomatico e militare greco antico
- Marco Antonio Oratore, politico, militare e oratore romano (n. 143 a.C.)
- Jin Midi, politico e generale cinese (n. 134 a.C.)85 a.C.
- Gaio Giulio Cesare, senatore romano84 a.C.
- Apellicone di Teo, politico e mecenate greco antico
- Lucio Cornelio Cinna, politico e militare romano
- Gaio Flavio Fimbria, politico romano82 a.C.

- 2 novembre - Ponzio Telesino, condottiero sannita
- 3 novembre - Marco Lamponio, generale sannita
- Publio Antistio, politico romano
- Gneo Papirio Carbone, politico romano
- Emilia Scaura, nobildonna romana (n. 100 a.C.)
- Marco Mario Gratidiano, politico romano
- Gaio Marcio Censorino, politico e militare romano
- Gaio Mario il Giovane, politico romano
- Quinto Mucio Scevola, giurista e politico romano (n. 140 a.C.)
- Quinto Valerio Sorano, politico romano

- Berenice III, regina egizia
- Lucio Cornelio Crisogono, politico romano
- Cecilia Metella Dalmatica, nobildonna romana
- Mitridate III di Partia, sovrano
- Tolomeo IX, sovrano egizio (n. 142 a.C.)
- Tolomeo XI, sovrano egizio